# Pukenîci, Strîi
Pukenîci (în ucraineană Пукеничі) este un sat în comuna Lîseatîci din raionul Strîi, regiunea Liov, Ucraina.

## Demografie
Componența lingvistică a localității Pukenîci
     Ucraineană (99,67%)
     Alte limbi (0,33%)
Conform recensământului din 2001, majoritatea populației localității Pukenîci era vorbitoare de ucraineană (99,67%), existând în minoritate și vorbitori de alte limbi.